# Erklärung der Menschen- und Bürgerrechte von 1793

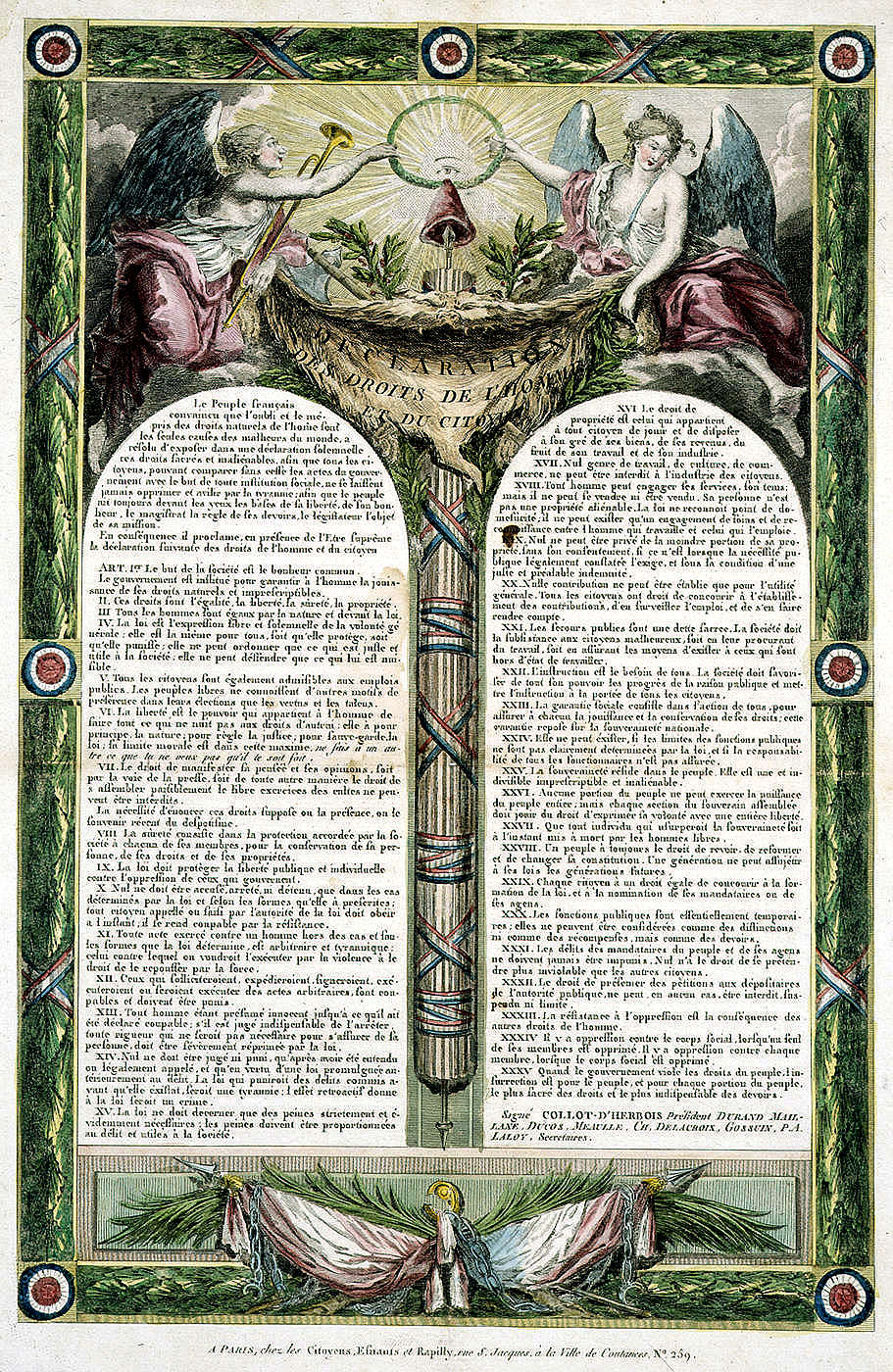
Erklärung der Menschen- und Bürgerrechte von 1793

Die Erklärung der Menschen- und Bürgerrechte von 1793 (französisch Déclaration des droits de l'homme et du citoyen de 1793) ist ein Grundlagentext, welcher der französischen Verfassung vom 24. Juni 1793 vorangestellt ist. Die Erklärung wurde von einer Kommission verfasst zu der Louis Antoine de Saint-Just und Marie-Jean Hérault de Séchelles angehörten. Im Unterschied zur Erklärung der Menschen- und Bürgerrechte von 1789 wurde nicht nur die Zahl der Menschenrechte von 17 auf 35 erhöht, sondern man stellte erstmals Gleichheit vor Freiheit und die Eigentumsgarantie. Die Verfassung sowie die Erklärung traten aber nie offiziell in Kraft.

## Inhalt

### Präambel
Das französische Volk hat in der Überzeugung, dass Vergessen und Verachtung der natürlichen Menschenrechte die einzigen Ursachen des Unglücks in der Welt sind, sich entschlossen, in einer feierlichen Erklärung diese heiligen und unveräußerlichen Rechte darzulegen, damit alle Bürger ständig die Handlungen der Regierung mit dem Ziel jeder gesellschaftlichen Einrichtung vergleichen können und sich daher niemals durch die Tyrannei unterdrücken und entehren lassen; damit das Volk immer die Grundlagen seiner Freiheit und seines Glückes, die Obrigkeit den Maßstab ihrer Pflichten, der Gesetzgeber den Gegenstand seiner Aufgaben vor Augen haben.
Infolgedessen verkündet sie in Gegenwart des Allerhöchsten folgende Erklärung der Menschen- und Bürgerrechte:

### Artikel 1
Das Ziel der Gesellschaft ist das allgemeine Glück.
Die Regierung ist eingesetzt, um dem Menschen den Genuß seiner natürlichen und unveräußerlichen Rechte zu verbürgen.

### Artikel 2
Diese Rechte sind Gleichheit, Freiheit, Sicherheit, Eigentum.

### Artikel 3
Alle Menschen sind von Natur und vor dem Gesetz gleich.

### Artikel 4
Das Gesetz ist der freie und feierliche Ausdruck des allgemeinen Willens; es ist für alle das gleiche, sei es, daß es schützt, sei es, daß es bestraft; es kann nur das befehlen, was gerecht und der Gesellschaft nützlich ist; es kann nur das verbieten, was ihr schädlich ist.

### Artikel 5
Alle Bürger sind zu den öffentlichen Ämtern in gleicher Weise zugelassen. Freie Völker kennen bei ihren Wahlen keine anderen Gründe der Bevorrechtung als Tugend und Talent.

### Artikel 6
Die Freiheit ist die Macht, die dem Menschen erlaubt, das zu tun, was den Rechten eines anderen nicht schadet; sie hat als Grundlage die Natur, als Maßstab die Gerechtigkeit, als Schutzwehr das Gesetz. Ihre moralische Begrenzung liegt in dem Grundsatz: „Was du nicht willst, das man dir tu, das füg auch keinem andern zu.“

### Artikel 7
Das Recht, seinen Gedanken und Meinungen durch die Presse oder auf jede andere Art Ausdruck zu geben, das Recht sich friedlich zu versammeln, die freie Ausübung von Gottesdiensten können nicht untersagt werden.
Die Notwendigkeit, diesen Rechten Ausdruck zu geben, setzt das Vorhandensein oder die frische Erinnerung an den Despotismus voraus.

### Artikel 8
Die Sicherheit beruht in dem Schutz, den die Gesellschaft jedem ihrer Glieder für die Erhaltung seiner Person, seiner Rechte und seines Eigentums zusichert.

### Artikel 9
Das Gesetz soll die allgemeine und persönliche Freiheit gegen die Unterdrückung durch die, die regieren, sichern.

### Artikel 10
Jeder kann nur in den durch das Gesetz bestimmten Fällen und in den Formen, die es vorschreibt, angeklagt, verhaftet und gefangengehalten werden. Jeder Bürger, der auf Grund des Gesetzes geladen oder ergriffen wird, muß sofort gehorchen; er macht sich auch durch Widerstand strafbar.

### Artikel 11
Jede Handlung, die gegen einen Menschen außer den im Gesetz bestimmten Fällen und Formen begangen wird, ist willkürlich und tyrannisch; derjenige, gegen den man sie mit Gewalt durchführen will, hat das Recht, sie mit Gewalt abzuwehren.

### Artikel 12
Diejenigen, die willkürliche Akte veranlassen, fördern, unterzeichnen, ausführen oder ausführen lassen, sind schuldig und müssen bestraft werden.

### Artikel 13
Da jeder Mensch für unschuldig zu halten ist, solange er nicht für schuldig erklärt worden ist, soll, wenn es als unumgänglich erachtet wird, ihn zu verhaften, jede Härte, die nicht notwendig ist, um sich seiner Person zu versichern, durch das Gesetz ernstlich verboten sein.

### Artikel 14
Gerichtet und bestraft werden darf nur, wer gehört oder gesetzlich vorgeladen worden ist und nur auf Grund eines vor Begehen der Tat verkündeten Gesetzes. Das Gesetz, das Vergehen, die vor seiner Schaffung begangen wurden, bestrafen wollte, wäre Tyrannei; einem Gesetz rückwirkende Kraft zu geben, wäre ein Verbrechen.

### Artikel 15
Das Gesetz soll nur die durchaus und unumgänglich notwendigen Strafen festlegen; die Strafen sollen der Tat angemessen und der Gesellschaft nützlich sein.

### Artikel 16
Das Recht auf Eigentum ist das, das jedem Bürger erlaubt, seine Güter, seine Einkünfte, den Ertrag seiner Arbeit und seines Fleißes zu genießen und über sie nach seinem Gutdünken zu verfügen.

### Artikel 17
Keine Art der Arbeit, des Erwerbes und des Handels kann dem Fleiße der Bürger verwehrt werden.

### Artikel 18
Jeder Mensch kann über seine Dienste und seine Zeit verfügen; aber er kann sich nicht verkaufen noch verkauft werden; seine Person ist kein veräußerliches Eigentum. Das Gesetz erkennt keine Dienstbarkeit an; nur über die Dienstleistungen und die Entschädigung dafür kann zwischen dem Menschen, der arbeitet, und dem, der ihn anstellt, eine Vereinbarung stattfinden.

### Artikel 19
Ohne seine Einwilligung darf niemand des geringsten Teiles seines Eigentumes beraubt werden, wenn es nicht die gesetzlich festgestellte öffentliche Notwendigkeit erfordert, und unter der Bedingung einer gerechten und vorher festgesetzten Entschädigung.

### Artikel 20
Eine Steuer darf nur für den allgemeinen Nutzen auferlegt werden. Alle Bürger haben das Recht, bei der Festsetzung der Steuern mitzuwirken, über ihre Anwendung zu wachen und sich davon Rechenschaft geben zu lassen.

### Artikel 21
Die öffentliche Unterstützung ist eine heilige Schuld. Die Gesellschaft schuldet ihren unglücklichen Mitbürgern den Unterhalt, indem sie ihnen entweder Arbeit verschafft oder denen, die außerstande sind, zu arbeiten, die Mittel für ihr Dasein sichert.

### Artikel 22
Der Unterricht ist für alle ein Bedürfnis. Die Gesellschaft soll mit aller Macht die Fortschritte der öffentlichen Aufklärung fördern und den Unterricht allen Bürgern zugänglich machen.

### Artikel 23
Die gesellschaftliche Bürgschaft besteht in der Tätigkeit aller, um einem jeden den Genuß und die Erhaltung seiner Rechte zu sichern: diese Bürgschaft beruht auf der Volkssouveränität.

### Artikel 24
Sie kann nicht bestehen, wenn die Grenzen der öffentlichen Verwaltung durch das Gesetz nicht deutlich bestimmt sind, und wenn die Verantwortlichkeit aller Beamten nicht gesichert ist.

### Artikel 25
Die Souveränität ruht im Volk; sie ist einheitlich und unteilbar, unverjährbar und unveräußerlich.

### Artikel 26
Kein Teil des Volkes kann die Macht des gesamten Volkes ausüben; aber jeder Teil des souveränen Volkes, der sich versammelt, genießt das Recht, seinen Willen mit voller Freiheit auszudrücken.

### Artikel 27
Jedes Individuum, das die Souveränität sich anmaßen will, soll sogleich durch die freien Männer zum Tode verurteilt werden.

### Artikel 28
Ein Volk hat stets das Recht, seine Verfassung zu revidieren, zu verbessern und zu ändern. Eine Generation kann ihren Gesetzen nicht die künftigen Generationen unterwerfen.

### Artikel 29
Jeder Bürger hat das gleiche Recht, an der Gesetzgebung und der Ernennung seiner Beauftragten oder seiner Vertreter mitzuwirken.

### Artikel 30
Öffentliche Dienste sind ihrem Wesen nach zeitlich begrenzt; sie können nicht als Auszeichnungen noch als Belohnungen, sondern nur als Verpflichtungen betrachtet werden.

### Artikel 31
Vergehen der Beauftragten des Volkes oder seiner Vertreter sollen niemals straflos bleiben. Niemand hat das Recht, sich für unverletzlicher als die übrigen Bürger zu halten.

### Artikel 32
Das Recht, den öffentlichen Behörden Gesuche einzureichen, kann in keinem Falle untersagt, aufgehoben oder eingeschränkt werden.

### Artikel 33
Der Widerstand gegen Unterdrückung ist die Folge der übrigen Menschenrechte.

### Artikel 34
Unterdrückung der Gesamtheit der Gesellschaft ist es, wenn auch nur eines ihrer Glieder unterdrückt wird; Unterdrückung jedes einzelnen Gliedes ist es, wenn die Gesamtheit der Gesellschaft unterdrückt wird.

### Artikel 35
Wenn die Regierung die Rechte des Volkes verletzt, ist für das Volk und jeden Teil des Volkes der Aufstand das heiligste seiner Rechte und die unerläßlichste seiner Pflichten.